# Özséb
Az Özséb férfinév a görög eredetű latinosított Eusebius név magyar rövidülése, jelentése istenfélő, jámbor. Női párja: Euzébia

## Gyakorisága
Az 1990-es években szórványos név, a 2000-es években nem szerepel a 100 leggyakoribb férfinév között.

## Névnapok
- január 18.[2]
- január 20.[2]
- március 5.[2]
- június 20.[2]
- augusztus 2.[2]
- augusztus 14.[2]
- szeptember 26.[2]
- december 16.[2]

## Híres Özsébek
- Boldog Özséb, a pálos szerzetesrend alapítója
- Horányi Özséb egyetemi tanár, nyelvész